# シェンジ・ナーヤカ朝

シェンジ・ナーヤカ朝

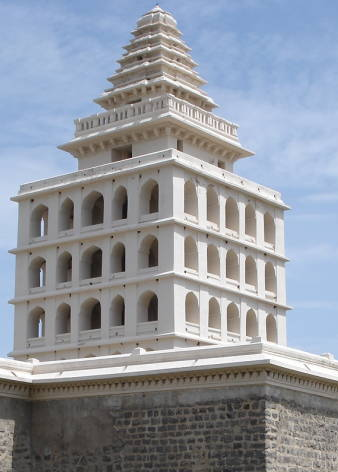
シェンジ・ナーヤカ朝の婚礼殿カリヤーナ・マハル

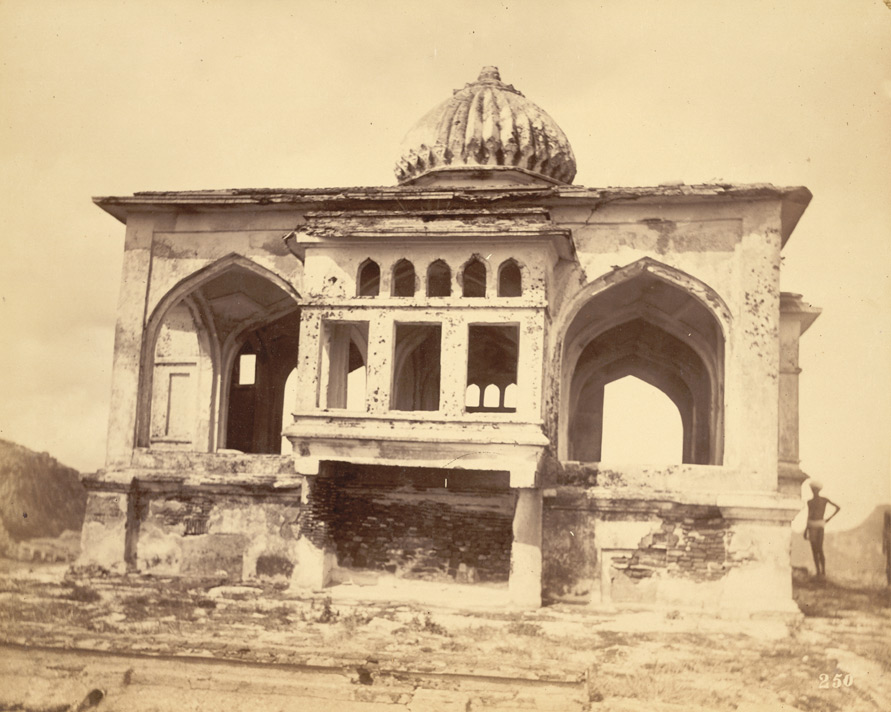
シェンジ城にあるクリシュナギリの玉座

シェンジ・ナーヤカ朝（シェンジ・ナーヤカちょう、英語：Senji Nayaka dynasty）とは、南インドのタミル地方（現タミル・ナードゥ州）に存在したヒンドゥー王朝（16世紀 - 1649年）。ナーヤカ朝の一つでもある。首都はシェンジ（ジンジー）。

## 歴史

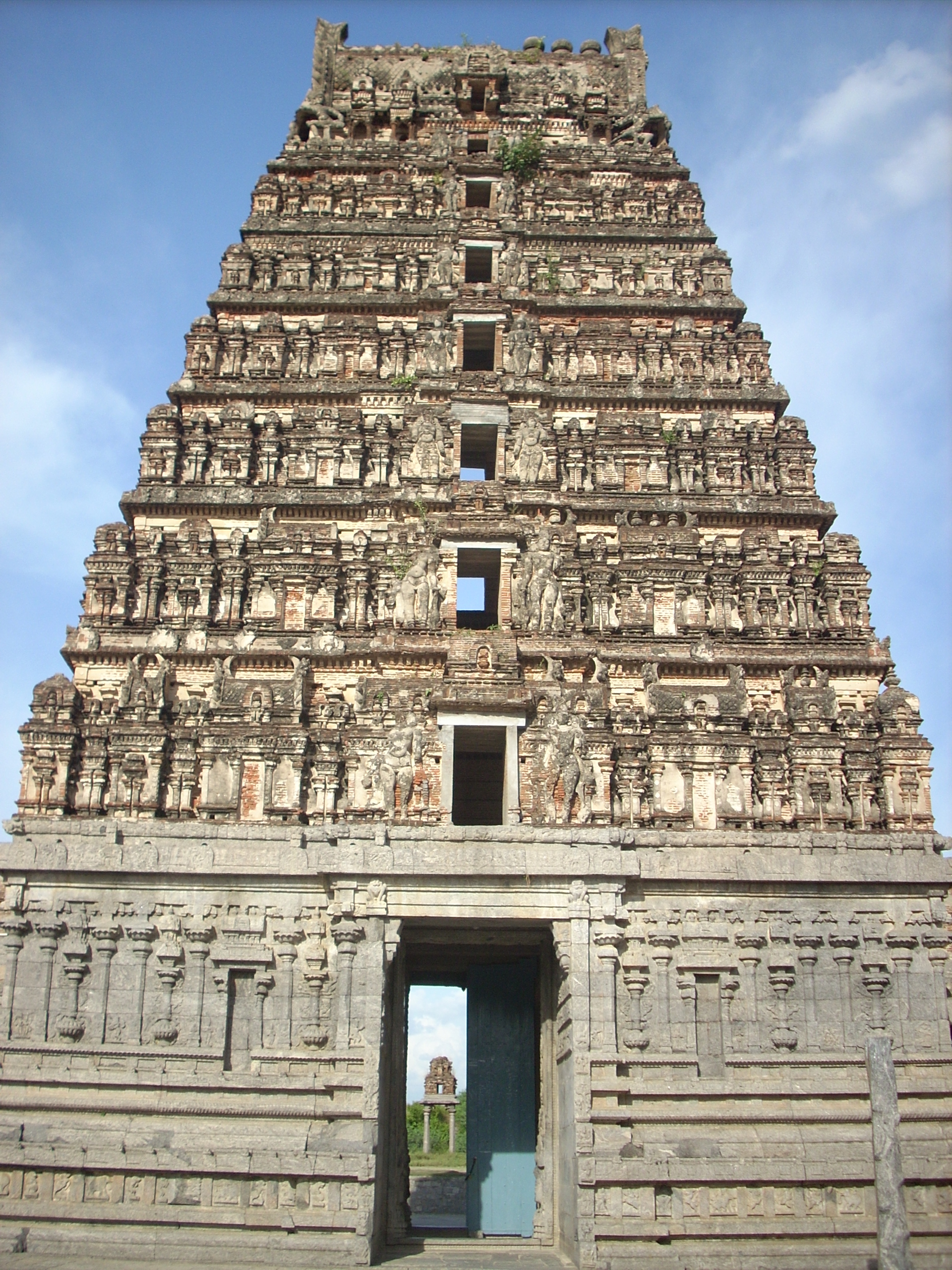
シェンジ城にある寺院

16世紀頃からシェンジにおいて、ナーヤカ（ヴィジャヤナガル王国の領主層）として、ヴィジャナガル王国に仕えていた有力な一族がみられるようになった。
1509年、ヴィジャヤナガル王国最盛期の王クリシュナ・デーヴァ・ラーヤにより、このナーヤカ一族がシェンジにその領土を認められている。
また、このナーヤカ一族は、ヴィジャナガル王国で地方長官クラスの大ナーヤカであったとも知られる。
なお、このナーヤカ一族の居城であったシェンジ城は、ヴィジャヤナガルの伝統を引き継ぎ、その一角にある高層建築の婚礼殿「カリヤーナ・マハル」は、美しさと壮大さで有名である。
1565年、ヴィジャヤナガル王国がターリコータの戦いにおいて敗北した後、ナーヤカ朝としての独立の動きを見せ、事実上半独立の立場をとった。
1614年、「最後の名君」であるヴェンカタ2世が死ぬと、同年と1616年から1617年にかけて、ヴィジャヤナガル王国は王位をめぐる深刻な内紛が起こった。
これにより、シェンジ・ナーヤカ朝は、衰退したヴィジャヤナガル王国から完全に独立を果たしたが、ヴィジャヤナガル王国がビジャープル王国の攻撃をうけるにつれ、シェンジ・ナーヤカ朝も攻撃の対象とされるようになった。

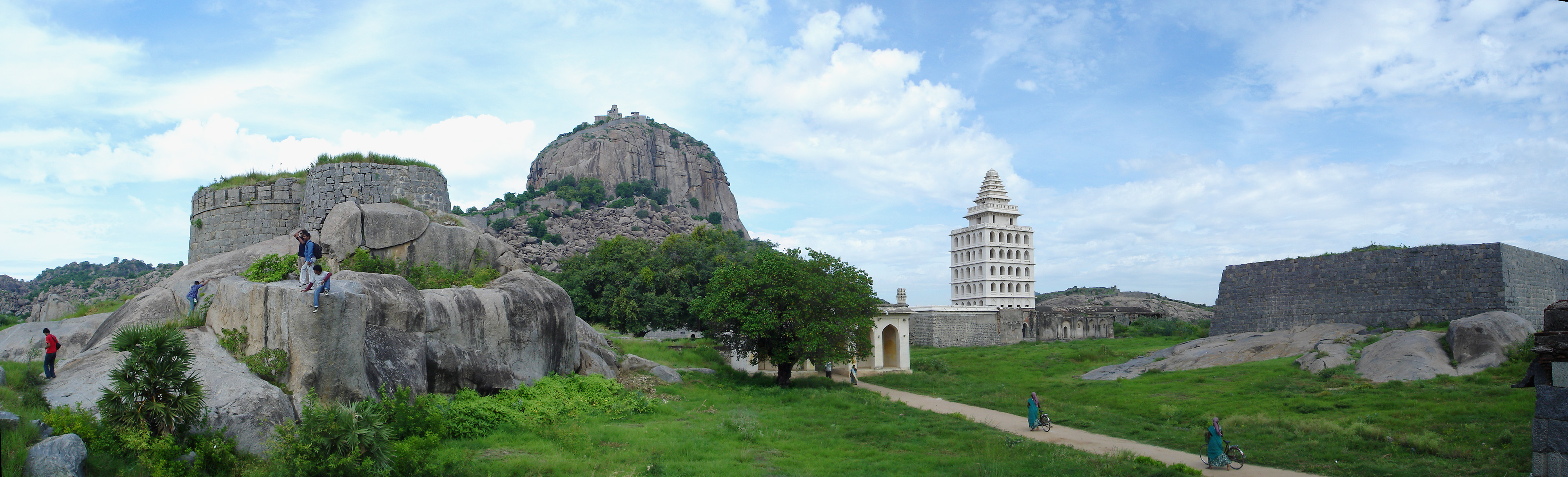
遠望からのシェンジ城とカリヤーナ・マハル。白く壮麗な婚礼殿はとても美しい。

そして、1648年、 ビジャープル王国に首都シェンジを落とされ、1649年12月には最後の王も降伏し、シェンジ・ナーヤカ朝は滅亡した。
その後、1690年代、シェンジ城は、南に押されたマラーター王国の王ラージャラームの拠点となり、1698年に落とされるまで、ムガル帝国の皇帝アウラングゼーブとの攻防戦が行われた（デカン戦争）。